# Семеренки
Семе́ренки (укр. Семеренки) — село,
Савинцевский сельский совет,
Миргородский район,
Полтавская область,
Украина.
Код КОАТУУ — 5323287205. Население по переписи 2001 года составляло 168 человек.
Село указано на подробной карте Российской Империи и близлежащих заграничных владений 1816 года  как Семеренка
В Центральном Государственном Историческом Архиве Украины в городе Киеве есть документы православной церкви за 1779-1794 год Олефировка к которым приписанны Семеренки

## Географическое положение
Село Семеренки находится на правом берегу реки Грунь-Ташань, которая через 7 км впадает в реку Псёл,
ниже по течению на расстоянии в 2,5 км расположено село Великие Сорочинцы.